# Kalangan (Gemolong)
Kalangan is een bestuurslaag in het regentschap Sragen van de provincie Midden-Java, Indonesië. Kalangan telt 1442 inwoners (volkstelling 2010).